# Ferdinand Hérold
Louis Joseph Ferdinand Hérold (28 januari 1791 - 19 januari 1833) was een Franse operacomponist, die ook een groot aantal stukken voor piano, orkest en ballet heeft geschreven.  Hij is nu nog vooral bekend door het ballet La fille mal gardée en de opera Zampa.

## Biografie
Ferdinand Hérold werd geboren in Parijs als enig kind van François-Joseph Hérold, een uit de Elzas afkomstige pianist en componist, en Jeanne-Gabrielle Pascal.  Hij was de kleinzoon van de organist Nicolas Hérold. Op zesjarige leeftijd bezocht hij het Hix Instituut. Tegelijkertijd kreeg hij les in muziektheorie van François-Joseph Fétis (van 1827 tot 1833 redacteur van het tijdschrift La Revue Musicale). Toen hij zeven jaar oud was speelde hij reeds piano en componeerde hij enkele pianostukken. De dood van zijn vader in 1802 was er bijna oorzaak van dat Hérold de muziek vaarwel moest zeggen, want zijn moeder zag een loopbaan in de muziek niet zitten en wilde voor haar zoon een betrekking bij de overheid. Toch was zij verstandig genoeg de raad op te volgen van André Grétry, die Hérold een grote toekomst in de muziek voorspelde.
In 1806 ging hij naar het Conservatoire de Paris, waar hij piano studeerde bij Louis Adam (vader van de componist Adolphe Adam), viool bij Rudolphe Kreutzer, compositie bij Étienne Nicolas Méhul en harmonieleer bij Charles Simon Catel. In deze tijd ontwikkelde hij zich als piano- en vioolvirtuoos. In 1810 won hij de eerste prijs in een pianowedstrijd met een van zijn eigen composities, hetgeen nog niet eerder was voorgekomen. Met een cantate behaalde Hérold in 1812 de Prix de Rome. De geldelijke toelage daaraan verbonden stelde hem in staat naar Italië te gaan.
In 1815 verhuisde hij om gezondheidsredenen van Rome naar Napels waar hij onder meer zijn tweede symfonie en drie strijkkwartetten componeerde.  Zijn eerste opera, La gioventù di Enrico Quinto, uitgevoerd in San Carlo (onder het pseudoniem Landriani), werd gunstig ontvangen door het publiek, hoewel hij een Franse componist was. Zijn collega-componisten dachten daar echter anders over. Hij ontving 5.000 lire voor het lesgeven aan de dochters van koning Joachim Murat. Nadat de koning was geëxecuteerd was Hérold gedwongen Italië te verlaten. Hij ging naar Oostenrijk, waar hij in Wenen twee maanden in dienst was van prins Klemens von Metternich. Hij kreeg er ook les in compositie van Antonio Salieri.  Via München en Zwitserland keerde hij terug naar Parijs. 
In 1816 moest er voor het huwelijk van hertog Karel Ferdinand van Berry een opera gecomponeerd worden. François-Adrien Boieldieu had de opdracht gekregen, maar die leed zo ernstig aan reumatiek dat hij voor de eer bedankte, met de mededeling dat alleen de jonge Hérold in staat zou zijn in korte tijd een goed werk te leveren. Hérold kreeg de opdracht en toen de eerste voorstelling van Charles de France een groot succes was, was zijn naam gevestigd. In hetzelfde jaar componeerde hij de succesvolle opera Les Rosières, die hij opdroeg aan zijn vriend en voormalig leraar Méhul. In 1817 ging zijn opera La Clochette in première, een belangrijke verbetering ten opzichte van Les Rosières.
Nadat hij veel moeite had gedaan een geschikt libretto te vinden, componeerde hij de muziek voor Premier Venu. Dit werk was echter van mindere kwaliteit en had weinig succes, evenals zijn opera Les troqueurs (1819). Hérolds ambitie opera’s te componeren dwong hem ieder libretto waarop hij de hand kon leggen te gebruiken. Dat leidde ertoe dat ook zijn volgende opera’s (L'amour platonique en L'auteur mort et vivant) mislukkingen werden. Dit ontmoedigde Hérold zodanig, dat hij drie jaar lang geen opera’s componeerde. 
In 1821 werd hij assistent aan de Théâtre Italien en reisde naar Italië om zangers te werven, hetgeen zijn inspiratie en gezondheid niet ten goede kwam. In 1823 keerde hij terug op het podium met het succesvolle Le Muletier. Zijn volgende opera, Lasthénie, had weer minder succes. In diezelfde tijd werkte Hérold samen met Daniel Auber aan Vendôme en Espagne (1823), gebaseerd op de Franse overwinning in de Slag om Trocadero in Spanje. 
In 1824 kreeg hij van de Opera Comique de opdracht Le roi René schrijven. In hetzelfde jaar werd hij begeleider in het Théâtre Italien en twee jaar later koordirigent. In 1825 schreef hij de opera Le Lapin Blanc die mislukte, wederom wegens een slecht libretto. Zijn volgende opera Marie (1826) was weer een groot succes, maar zijn verplichtingen aan het Theâtre Italien verhinderde hem zijn talenten verder te benutten. De komende drie jaar schreef hij slechts balletmuziek. Op 3 november 1828 werd hij onderscheiden met de Legioen van Eer. Zijn volgende opera L'illusion (1829) was succesvol, Emmeline (1830) was dat weer niet. 
Op 3 mei 1831 ging zijn beroemdste opera, Zampa, in première. Deze had veel succes in Frankrijk en Duitsland en wordt daar nog steeds af en toe opgevoerd. Hierna volgde La Marquise de Brinvilliers, een gemeenschappelijk werk van vele componisten waaronder Boiëldieu en Daniel Auber. In 1832 schreef hij La medecine sans Medecin en Le Pré aux Clercs. De laatste opera, een van de bekendste werken van Hérold, werd in 1871 in Parijs voor de duizendste keer opgevoerd. Een maand na de première overleed Hérold in Thernes aan tuberculose waaraan hij al langere tijd leed. Hérolds onvoltooide opera Ludovic werd afgemaakt door Jacques Fromental Halévy. 
Hérold werd begraven op het Cimetière du Père Lachaise in Parijs.  Zijn geboortehuis staat op de Rue Hérold 10. Deze straat werd in 1881 naar hem vernoemd.

## Oeuvre

### Werken voor orkest

#### Symfonieën
- 1813 Symphonie Nr. 1 en do majeur (C majeur), voor groot orkest
- 1815 Symphonie Nr. 2 en ré majeur (D majeur), voor groot orkest

#### Concerten voor instrumenten en orkest
- 1810 Concert nr. 1, voor piano en orkest, op. 25
- 1811 Concert nr. 2 in Es majeur, voor piano en orkest, op. 26
- 1813 Concert nr. 3 in A majeur, voor piano en orkest
- 1813 Concert nr. 4 in e mineur, voor piano en orkest

#### Andere werken voor orkest
- 1807 Ouverture en ré majeur (D majeur), voor orkest
- 1813 Ouverture en ré majeur (D majeur), voor orkest

### Muziektheater

#### Opera's
| Voltooid in | titel | aktes       | première                                 | libretto |
| ----------- | --- | ----------- | ---------------------------------------- | --- |
| 1815        | La gioventù di Enrico quinto | 2 bedrijven | 5 januari 1815, Napels, Teatro al Fondo  | van de componist en Landriani, naar Alexandre Vincent Pineux Duval « La Jeunesse de Henri V »                 |
| 1816        | Charles de France ou Amour et gloire (1e akte van François-Adrien Boïeldieu; 2e akte van Ferdinand Hérold) | 2 bedrijven | 18 juni 1816, Parijs, Opéra-Comique      | E. de Rancé, Emmanuel Guillaume Marguérite Théaulon de Lambert, Armand d'Artois de Bournonville               |
| 1816        | Les Rosières | 3 bedrijven | 27 januari 1817, Parijs, Opéra-Comique   | Emmanuel Guillaume Marguérite Théaulon de Lambert                                                             |
| 1816-1817   | Corinne au Capitole | 1 akte      |                                          | Gosse |
| 1817        | Kaseim | 1 akte      |                                          | A. Bursay |
| 1817        | La Princesse de Nevers |             |                                          | |
| 1817        | La Clochette ou Le Diable page ook bekend als La Lampe mystérieuse | 3 bedrijven | 18 oktober 1817, Parijs, Opéra-Comique   | Emmanuel Guillaume Marguérite Théaulon de Lambert                                                             |
| 1818        | Le Premier Venu ou Six Lieus de chemin | 3 bedrijven | 28 september 1818, Parijs, Opéra-Comique | Jean Baptiste Charles Vial, François Antoine Eugène de Planard                                                |
| 1818-1819   | Les Troqueurs | 1 akte      | 18 februari 1819, Parijs, Opéra-Comique  | Achille d'Artois de Bournonville en Armand d'Artois de Bournonville naar Jean-Joseph Vadé Jean de La Fontaine |
| 1819        | L'Amour platonique | 1 akte      | niet uitgevoerd                          | Auguste Rousseau                                                                                              |
| 1820        | L'Auteur mort et vivant | 1 akte      | 18 december 1820, Parijs, Opéra-Comique  | François Antoine Eugène de Planard                                                                            |
| 1823        | Le Muletier | 1 akte      | 12 mei 1823, Parijs, Opéra-Comique       | Paul de Kock naar La Fontaine                                                                                 |
| 1823        | Lasthénie | 1 akte      | 8 september 1823, Parijs, Opéra-Comique  | B. Chaillou                                                                                                   |
| 1823        | Vendóme en Espagne (samen met: Daniel-François-Esprit Auber) | 3 bedrijven | 5 december 1823, Parijs, Opéra Garnier   | Édouard Mennechet, Adolphe Joseph Simonis d'Empis                                                             |
| 1824        | Le Roi René ou La Provence au XVe siècle | 2 bedrijven | 24 augustus 1824, Parijs, Opéra-Comique  | Gabriel Alexandre Belle, Sewrin, pseudoniem van Charles Augustin de Bassompierre                              |
| 1824-1825   | La Lapin blanc | 1 akte      | 21 maart 1825, Parijs, Opéra-Comique     | Mélesville, pseudoniem van Anne-Joseph-Honoré Duveyrier, Pierre Frédéric Adolphe Carmouche                    |
| 1826        | Marie, later bewerkt als Almédon ou le monde renversé | 3 bedrijven | 12 augustus 1826, Parijs, Opéra-Comique  | François Antoine Eugène de Planard                                                                            |
| 1829        | L'Illusion | 1 akte      | 18 juli 1829, Parijs, Opéra-Comique      | Jules Henri Vernoy de Saint-Georges, Constant Ménissier                                                       |
| 1829        | Émeline | 2 bedrijven | 28 november 1829, Parijs, Opéra-Comique  | François Antoine Eugène de Planard                                                                            |
| 1830        | L'Auberge d'Auray | 1 akte      | 11 mei 1830, Parijs, Opéra-Comique       | Charles François Jean Baptiste Moreau de Commaguy, J. B. Rose Bonaventure Violet d'Épagny                     |
| 1831        | Zampa ou La Fiancée de marbre | 3 bedrijven | 3 mei 1831, Parijs, Opéra-Comique        | Mélesville, pseudoniem van Anne-Joseph-Honoré Duveyrier                                                       |
| 1831        | La Marquise de Brinvilliers (samen met: Daniel-François-Esprit Auber, Désiré-Alexandre Batton, Henri Montan Berton, Giuseppe Marco Maria Blangini, François-Adrien Boïeldieu, Michèle Enrico Francesco Aloisio Vincenzo Paolo Carafa, Luigi Cherubini en Ferdinando Paër | 3 bedrijven | 31 oktober 1831, Parijs, Opéra-Comique   | August Eugène Scribe en François-Henri-Joseph Castil-Blaze                                                    |
| 1832        | La Médecine sans médecin | 1 akte      | 15 oktober 1832, Parijs, Opéra-Comique   | August Eugène Scribe, Jean François Alfred Bayard                                                             |
| 1832        | Le Pré aux clercs | 3 bedrijven | 15 december 1832, Parijs, Opéra-Comique  | François Antoine Eugène de Planard naar « 1572 Chronique du temps de Charles IX » van Prosper Mérimée         |
| 1833        | Ludovic | 2 bedrijven | 16 mei 1833, Parijs, Opéra-Comique       | Jules Henri Vernoy de Saint-Georges                                                                           |
|             | Les Florentines |             |                                          | Emmanuel Guillaume Marguérite Théaulon de Lambert                                                             |

#### Balletten
| Voltooid in | titel                                            | aktes       | première                                            | libretto                               | choreografie      |
| ----------- | ------------------------------------------------ | ----------- | --------------------------------------------------- | -------------------------------------- | ----------------- |
| 1826        | Astolphe et Joconde ou Les Coureurs d'aventures  | 2 aktes     | 29 januari 1827, Parijs, Académie royale de Paris   |                                        | Jean-Pierre Aumer |
| 1827        | La Somnambule ou L'Arrivée d'un nouveau seigneur | 3 bedrijven | 19 september 1827, Parijs, Académie royale de Paris | August Eugène Scribe                   | Jean-Pierre Aumer |
| 1827-1828   | La Fille mal gardée                              | 2 bedrijven | 17 november 1828, Parijs, Académie royale de Paris  | Dauberval, pseudoniem van Jean Bercher | Jean-Pierre Aumer |
| 1828        | Lydie                                            | 1 akte      | 2 juli 1828, Parijs, Académie royale de Paris       |                                        | Jean-Pierre Aumer |
| 1829        | La Belle au bois dormant                         | 4 aktes     | 27 april 1829, Parijs, Académie royale de Paris     | August Eugène Scribe                   | Jean-Pierre Aumer |
| 1830        | La Noce de village                               | 1 akte      | 11 februari 1830, Parijs, Palais de Tuileries       |                                        |                   |

#### Toneelmuziek
- 1811 Alcyone : Ombre en pleurs, lyrische scène
- 1811 Ariane, lyrische scène voor sopraan en orkest
- 1811 Hercule mourant, lyrische scène voor bas en orkest
- 1812 La Duchesse de la Vallière ou Mademoiselle de Lavallière, scène voor zangstem en orkest - tekst: L'Oeillard d'Avrigny
- 1818 Le Dernier jour de Missolonghi, heroïsch drama in 3 bedrijven - tekst: J. G. Ozannaux - première: 10 april 1828, Parijs, Théâtre de l'Odéon

### Vocale muziek

#### Werken voor koor
- 1816 Cantique pour la fête du roi, voor solisten en vijfstemmig gemengd koor - tekst: Periès

#### Liederen
- 1811 Alcione : Ai-je bien entendu, aria en recitatief voor sopraan en orkest
- 1813 Hymne de la Transfiguration sur un texte latin, voor sopraan, alt, tenor, bas en orkest
- 1813 Son' sola, aria en recitatief voor zangstem en orkest
- 1814 Al bosco cacciator, Duettino voor 2 sopranen en piano
- 1814 Altrove sacro dover mi chiami, aria en recitatief voor zangstem en orkest
- 1830 Les Grandes Journées, patriottisch lied voor solozang en piano - tekst: A. Talabot
- 1831 Gloire à notre France immortelle, treurhymne voor sopraan en piano (of harp) - tekst: Victor Hugo

### Kamermuziek
- 1814 2 Valses, voor altviool, cello en piano
- Kwartet voor 2 violen, altviool en cello nr.1 in D gr.t.
- Kwartet voor 2 violen, altviool en cello nr.2 in C gr.t.
- Kwartet voor 2 violen, altviool en cello nr.3 in g kl.t.
- Sonates voor harp en altviool nr.1-4

### Werken voor piano
- 1811 Fantaisie, op. 2
- Rondo voor piano vierhandig, op.17

## Wetenswaardigheden
- De opera Zampa was de eerste opera waarin een kerkorgel voorkomt.
- De Amerikaanse auteurs Don Hérold en Doris Hérold Lund zijn twee van zijn nakomelingen.

- Bibsys: 3000449
- Biblioteca Nacional de España: XX1272606
- Bibliothèque nationale de France: cb13895164j (data)
- Catàleg d'autoritats de noms i títols de Catalunya: 981058516319606706
- CiNii: DA08857573
- Gemeinsame Normdatei: 118774204
- International Standard Name Identifier: 0000 0001 2144 1698
- Library of Congress Control Number: n81101075
- Nationale Bibliotheek van Letland: 000040207
- Base Léonore: LH//1294/20
- MusicBrainz: 253dc0c7-4cf1-47e8-ba63-763be2dde1d6
- Bibliotheek van het Japanse parlement: 00522291
- Nationale Bibliotheek van Tsjechië: ola2002146831
- Nationale bibliotheek van Australië: 35609018
- Nationale Bibliotheek van Israël: 987007262925305171
- Nederlandse Thesaurus van Auteursnamen: 070481296
- Réseau des bibliothèques de Suisse occidentale: 02-A000082588
- Istituto Centrale per il Catalogo Unico: MUSV033626
- LIBRIS: 207820
- SNAC: w6gf111w
- Système universitaire de documentation: 050143565
- Trove: 1013532
- Virtual International Authority File: 95194516
- WorldCat: E39PBJp9rktmQqH8qdXFgcdvpP